# Окунь великоротий
Окунь великоротий, форелеокунь (Micropterus salmoides), басс — вид окунеподібних риб родини Центрархові (Centrarchidae).

## Опис

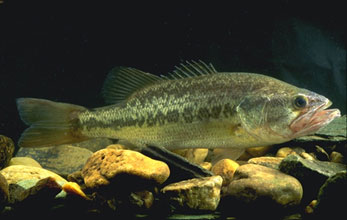
Окунь великоротий в акваріумі

Максимальна довжина — 97 см. Максимальна вага — 10 кг. Риба живе у середньому 16 років.
Тіло струнке, подовжене, стисле з боків. Висота тіла становить 1/3 його довжини. Верхня частина голови і спина від темно-оливкового до темно-зеленого кольору. Боки світліші, з сріблястим відливом і дрібними коричневими плямочками. Черево біле. Уздовж середини тіла від носа через око до хвоста йде широка переривчаста чорна смуга, у молоді вона чітка, з віком блідне. Старі особини похмурого сіро-зеленого кольору. Голова велика, її довжина дорівнює висоті тіла. Великий рот, верхня щелепа заходить за вертикаль заднього краю ока. Нижня щелепа довша за верхню, виступає вперед. Очі великі. Спинні плавці сполучені один з одним, але на межі між ними глибока западина. Хвіст широкий, з невеликою виїмкою. Луска дрібна, покриває усе тіло і боки голови. Мешкає в неглибоких (до 6 м) тепловодних стоячих озерах і ставках, в повільних річках, поблизу прибережних заростей. Тримається часто в укритті під корчами або в печерах і норах під берегом. Великий хижак із зоровою орієнтацією. Росте швидко, причому самиці швидші за самців. Статеве дозрівання настає в 3-4 роки у самців і в 4-5 років у самиць при довжині 25-35 см.

## Поширення

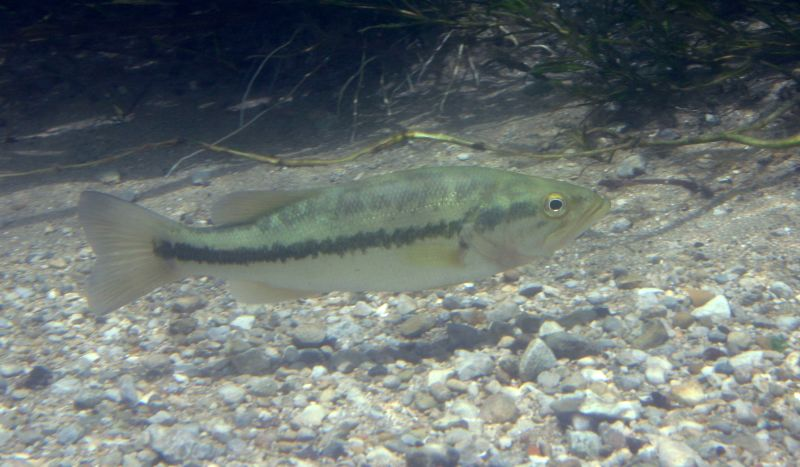
Окунь великоротий у природному середовищі

Батьківщина — Північна Америка, де природний ареал охоплює територію Канади і США в межах басейнів Великих Озер і річки Міссісіпі з притоками. Від атлантичного узбережжя ареал тягнеться на схід і на південь до Мексиканської затоки.

### Інтродукція
Багато країн Європи і Північної Америки займаються його штучним розведенням. З Німеччини, куди він був завезений з Північної Америки у 1883 році, форелеокунь поширився майже в усі європейські країни. Інтродукції цього виду у водойми України почалися у 1970‐х роках. Вони не були дуже успішними, оскільки окунь великоротий утворив тільки малочисельні локальні популяції в окремих водоймах західних регіонів України. Нині природна популяція форелеокуня існує в озері Пісочне Шацького національного природного парку.

## Живлення
Молодь до 3-5 см завдовжки живиться зоопланктоном, личинками одноденок і інших комах, бокоплавами; після досягнення 5-7 см довжини поїдає поденок, бабок, креветок, і уперше в її живленні з'являються личинки риб. Дорослі особини живляться рибою, креветками, жабами, молюсками. Уранці і увечері ловить здобич ближче до поверхні, а вдень — в товщі води і при дні. Іноді полює зграями поблизу берега. Часто поїдає молодь свого виду.